# Rote-szigeti kakukkbagoly
A Rote-szigeti kakukkbagoly (Ninox rotiensis) a madarak osztályának bagolyalakúak (Strigiformes) rendjéhez, a bagolyfélék (Strigidae) családjához tartozó faj.

## Rendszerezése
A fajt Ronald Eric Johnstone és John C. Darnell írta le 1997-ban, Ninox novaeseelandiae rotiensis néven. Önálló fajként való elfogadása, még vitatott, sokak szerint, csak az ausztrál kakukkbagoly (Ninox boobook) alfaja Ninox boobook rotiensis néven.

## Előfordulása
Indonéziában, a Kis-Szunda-szigetekhez tartozó Rote szigetén honos. Állandó, nem vonuló faj.

## Természetvédelmi helyzete
Az elterjedési területe kicsi. A Természetvédelmi Világszövetség Vörös listáján nem szerepel.